# Nina Jurna
Nina Jurna (Renkum, 13 maart 1969) is een Nederlands correspondent in Latijns-Amerika.

## Biografie
Jurna werd geboren in een kindertehuis in Renkum en groeide op bij haar pleegouders in Paasloo. Zij ontmoette haar biologische ouders, die van Surinaamse en Palestijnse komaf zijn, pas als twintiger. Na de middelbare school studeerde ze journalistiek op de Hogeschool Windesheim in Zwolle. Aan het eind van het tweede jaar onderbrak ze haar studie en vertrok voor een jaar naar Mexico. Na haar studie ging ze aan de slag bij de Amsterdamse tv-zender AT5.
In 1995 reisde ze voor het eerst naar Suriname. In 1999 ontmoette ze Iwan Brave, die als correspondent voor de Volkskrant werkte en die haar vertelde dat RTL geïnteresseerd was in reportages vanuit Zuid-Amerika. Zo verhuisde ze in 2000 naar Paramaribo om vanuit daar als correspondent te werken voor RTL Nieuws. Vanuit Paramaribo volgde ze de ontwikkelingen in Zuid-Amerika en op de Nederlandse Antillen en Aruba. Met haar eigen bedrijf Fawaka Creations richtte zij zich voornamelijk op documentaires, reportages, films en evenementen. In 2005 interviewde ze Desi Bouterse in het binnenland van Suriname.
In 2011 verruilde ze Paramaribo voor Rio de Janeiro als standplaats. Haar werkgebied bleef hetzelfde. In 2013 stopten haar werkzaamheden bij RTL Nieuws en begon ze zich verder te richten op haar eigen bedrijf in Rio de Janeiro. In oktober 2015 werd ze de vaste correspondent Latijns-Amerika voor NRC Handelsblad en nrc.next. Ze reist het hele continent over om verslag te doen van nieuws en achtergronden. Daarnaast maakt ze reportages voor uiteenlopende omroepen, onder andere voor EenVandaag en werkt ze als producer voor verschillende televisieprogramma's in haar werkgebied Latijns-Amerika.

## Documentaires
- Louis Doedel (1998, regie: Frank Zichem). Haar zoektocht naar het verhaal van haar oudoom Louis Doedel, de eerste vakbondsleider van Suriname. Doedel werd door het toenmalige Nederlandse koloniale gezag vanwege zijn activisme gek verklaard en levenslang opgesloten.
- Rondom de Surinaamse parlementsverkiezingen van 2015 maakte ze voor de NTR de driedelige serie: Suriname, 5 jaar later.
- Van Bahia tot Brooklyn, Caribische verhalen, VPRO, juni/juli 2023.

## Boeken
- Met eigen ogen, een hedendaagse kijk op de Surinaamse slavernij, i.s.m. Clark Accord (2003)
- Standplaats Paramaribo, 2007
- Desi Bouterse, een Surinaamse realiteit, 2015

## Prijzen
- Unicef Award voor beste documentaire Push, no tan tiri (2008) over kindermisbruik in Suriname. Deze prijs wordt jaarlijks toegekend door de Latijns-Amerikaanse afdeling van de Wereld Gezondheidsorganisatie (WHO).